# Jenorajście
Jenorajście – wieś w Polsce nad jeziorem Gaładuś, położona w województwie podlaskim, w powiecie sejneńskim, w gminie Sejny.
W latach 1975–1998 miejscowość administracyjnie należała do województwa suwalskiego.
We wsi znajduje się punkt widokowy.